# Liga I 2020-2021
Sezonul 2020-2021 al Ligii I (cunoscută și sub numele de Casa Liga 1 din motive de sponsorizare) a fost cea de-a 103-a ediție a Campionatului de Fotbal al României, și a 83-a de la introducerea sistemului divizionar. A început pe 21 august 2020 și s-a terminat pe 27 mai 2021. CFR Cluj, campioana en-titre, și-a apărat cu succes titlul, devenind campioană pentru al patrulea sezon consecutiv, și pentru a șaptea oară în istorie. Prin această performanță, CFR Cluj a devenit clubul din provincie cu cele mai multe titluri obținute, depășind-o pe UTA Arad.
Aceasta a fost prima ediție de la sezonul 2005-06 care include 16 echipe, decizia venind ca răspuns la Pandemia de COVID-19. Regula play-off/play-out a fost, de asemenea, modificată, primele șase echipe din sezonul regular calificându-se în play-off, iar ultimele 10 în play-out. Primele 6 echipe au jucat două meciuri fiecare cu fiecare (ca înainte), dar în play-out, echipele au jucat doar un singur meci între ele. La finalul play-out-ului, primele două locuri (7 și 8) au jucat un singur meci pe terenul echipei clasate pe locul 7, ulterior, câștigătoarea a jucat împotriva ultimei echipe clasate pe locul UEFA Europa Conference League din play-off, urmând ca doar câștigătoarea acestei a doua întâlniri să se califice în UEFA Europa Conference League 2021-2022. Sepsi OSK a câștigat acest baraj după 1-0 în finală împotriva echipei FC Viitorul.
În barajele de promovare/menținere în Liga I, CS Mioveni a învins formația din Liga I, FC Hermannstadt, și a promovat în Liga I. În cel de-al doilea baraj, FC Voluntari și-a păstrat poziția în prima ligă după 6-1 la general împotriva echipei Dunărea Călărași.
CFR Cluj și-a adjudecat cel de-al șaptelea titlu din istorie cu o etapă înainte de final; a fost de asemenea cel de-al patrulea titlu consecutiv pentru club.

## Echipe
O nouă decizie s-a luat în legătură cu numărul de echipe din Liga I: competiția este formată din 16 echipe: paisprezece echipe din Liga I 2019-20 și două noi echipe din Liga a II-a 2019-20.

### Schimbări

#### Echipele promovate în Liga I
Din cauza pandemiei de coronavirus, echipele care se aflau pe primele șase locuri în Liga a II-a 2019-20, până la întreruperea campionatului în martie, au format un play-off, care a decis echipele care urmează să promoveze. În ultima etapă, după meciul FC Argeș Pitești 1-1 UTA Arad, formația UTA Arad a încheiat campionatul pe primul loc, iar cealaltă echipă, FC Argeș Pitești, a încheiat campionatul pe locul doi, astfel că ambele echipe au promovat direct în Liga I. UTA Arad va juca în prima ligă după o pauză de 12 ani, ultima dată evoluând în sezonul 2007-08 unde a încheiat campionatul pe locul 17, penultimul. De asemenea, FC Argeș revine în Liga I după o pauză de 11 ani. La ultima participare în eșalonul de elită, formația piteșteană s-a clasat pe locul 10, dar a fost retrogradată la Comisii, din cauza unui scandal de corupție în care a fost implicat Cornel Penescu, patronul clubului de la acea vreme.

#### Echipele retrogradate înLiga a II-a
Având în vedere Decizia Comitetului Executiv al FRF, din 3 august 2020 și imposibilitatea desfășurării tuturor jocurilor din cadrul play-off-ului și play-out-ului Ligii I, ediția 2019-2020, precum și comunicarea LPF cu privire la acordul majorității cluburilor participante în campionatul național, Liga I (13 cluburi, din totalul de 14), referitor la modificarea sistemului competițional al Ligii I, nicio echipă nu a retrogradat, în sezonul trecut.

### Stadioane
| FCSB                      | Universitatea Craiova | CFR Cluj | Dinamo București   |
| ------------------------- | --- | --- | ------------------ |
| Arena Națională           | Ion Oblemenco | Dr. Constantin Rădulescu | Dinamo             |
| Capacitate: 55.634        | Capacitate: 30.944 | Capacitate: 17.408 | Capacitate: 15.032 |
|                           | | |                    |
| FC Argeș                  | UTA Arad | Chindia Târgoviște | Politehnica Iași   |
| Nicolae Dobrin            | Francisc Neuman | Municipal | Emil Alexandrescu  |
| Capacitate: 15.000        | Capacitate: 12.584 | Capacitate: 12.000 | Capacitate: 11.390 |
|                           | | |                    |
| Astra Giurgiu             | BucureștiAcademicaArgeșAstraBotoșaniCFRChindiaUniversitateaGaz MetanHermannstadtUTAPoli IașiSepsiViitorulVoluntariEchipele din București: · Dinamo · FCSBLiga I 2020-2021 (România) DinamoFCSB Locația echipelor din București. | BucureștiAcademicaArgeșAstraBotoșaniCFRChindiaUniversitateaGaz MetanHermannstadtUTAPoli IașiSepsiViitorulVoluntariEchipele din București: · Dinamo · FCSBLiga I 2020-2021 (România) DinamoFCSB Locația echipelor din București. | Gaz Metan Mediaș   |
| Marin Anastasovici        | BucureștiAcademicaArgeșAstraBotoșaniCFRChindiaUniversitateaGaz MetanHermannstadtUTAPoli IașiSepsiViitorulVoluntariEchipele din București: · Dinamo · FCSBLiga I 2020-2021 (România) DinamoFCSB Locația echipelor din București. | BucureștiAcademicaArgeșAstraBotoșaniCFRChindiaUniversitateaGaz MetanHermannstadtUTAPoli IașiSepsiViitorulVoluntariEchipele din București: · Dinamo · FCSBLiga I 2020-2021 (România) DinamoFCSB Locația echipelor din București. | Gaz Metan          |
| Capacitate: 8.500         | BucureștiAcademicaArgeșAstraBotoșaniCFRChindiaUniversitateaGaz MetanHermannstadtUTAPoli IașiSepsiViitorulVoluntariEchipele din București: · Dinamo · FCSBLiga I 2020-2021 (România) DinamoFCSB Locația echipelor din București. | BucureștiAcademicaArgeșAstraBotoșaniCFRChindiaUniversitateaGaz MetanHermannstadtUTAPoli IașiSepsiViitorulVoluntariEchipele din București: · Dinamo · FCSBLiga I 2020-2021 (România) DinamoFCSB Locația echipelor din București. | Capacitate: 7.814  |
|                           | BucureștiAcademicaArgeșAstraBotoșaniCFRChindiaUniversitateaGaz MetanHermannstadtUTAPoli IașiSepsiViitorulVoluntariEchipele din București: · Dinamo · FCSBLiga I 2020-2021 (România) DinamoFCSB Locația echipelor din București. | BucureștiAcademicaArgeșAstraBotoșaniCFRChindiaUniversitateaGaz MetanHermannstadtUTAPoli IașiSepsiViitorulVoluntariEchipele din București: · Dinamo · FCSBLiga I 2020-2021 (România) DinamoFCSB Locația echipelor din București. |                    |
| Gaz Metan Mediaș          | BucureștiAcademicaArgeșAstraBotoșaniCFRChindiaUniversitateaGaz MetanHermannstadtUTAPoli IașiSepsiViitorulVoluntariEchipele din București: · Dinamo · FCSBLiga I 2020-2021 (România) DinamoFCSB Locația echipelor din București. | BucureștiAcademicaArgeșAstraBotoșaniCFRChindiaUniversitateaGaz MetanHermannstadtUTAPoli IașiSepsiViitorulVoluntariEchipele din București: · Dinamo · FCSBLiga I 2020-2021 (România) DinamoFCSB Locația echipelor din București. | FC Botoșani        |
| Gaz Metan                 | BucureștiAcademicaArgeșAstraBotoșaniCFRChindiaUniversitateaGaz MetanHermannstadtUTAPoli IașiSepsiViitorulVoluntariEchipele din București: · Dinamo · FCSBLiga I 2020-2021 (România) DinamoFCSB Locația echipelor din București. | BucureștiAcademicaArgeșAstraBotoșaniCFRChindiaUniversitateaGaz MetanHermannstadtUTAPoli IașiSepsiViitorulVoluntariEchipele din București: · Dinamo · FCSBLiga I 2020-2021 (România) DinamoFCSB Locația echipelor din București. | Municipal          |
| Capacitate: 7.814         | BucureștiAcademicaArgeșAstraBotoșaniCFRChindiaUniversitateaGaz MetanHermannstadtUTAPoli IașiSepsiViitorulVoluntariEchipele din București: · Dinamo · FCSBLiga I 2020-2021 (România) DinamoFCSB Locația echipelor din București. | BucureștiAcademicaArgeșAstraBotoșaniCFRChindiaUniversitateaGaz MetanHermannstadtUTAPoli IașiSepsiViitorulVoluntariEchipele din București: · Dinamo · FCSBLiga I 2020-2021 (România) DinamoFCSB Locația echipelor din București. | Capacitate: 7.782  |
|                           | BucureștiAcademicaArgeșAstraBotoșaniCFRChindiaUniversitateaGaz MetanHermannstadtUTAPoli IașiSepsiViitorulVoluntariEchipele din București: · Dinamo · FCSBLiga I 2020-2021 (România) DinamoFCSB Locația echipelor din București. | BucureștiAcademicaArgeșAstraBotoșaniCFRChindiaUniversitateaGaz MetanHermannstadtUTAPoli IașiSepsiViitorulVoluntariEchipele din București: · Dinamo · FCSBLiga I 2020-2021 (România) DinamoFCSB Locația echipelor din București. |                    |
| Sepsi OSK Sfântu Gheorghe | Voluntari | Viitorul Constanța | Academica Clinceni |
| Municipal                 | Anghel Iordănescu | Viitorul | Clinceni           |
| Capacitate: 4.774         | Capacitate: 4.600 | Capacitate: 4.545 | Capacitate: 4.500  |
|                           | | |                    |

1. ↑  Începând cu faza play-off-ului, FCSB a jucat meciurile de pe teren propriu pe Stadionul Marin Anastasovici din Giurgiu deoarece Arena Națională din București a urmat să fie folosită pentru Campionatul European de Fotbal 2020.
2. ↑  La începutul sezonului, Chindia Târgoviște a fost mutată pe Stadionul Ilie Oană din Ploiești, deoarece Stadionul Eugen Popescu din Târgoviște este în curs de renovare. Din octombrie până în finalul lui 2020, Chindia a jucat la Giurgiu, pe terenul Astrei. În ianuarie 2021, Chindia s-a mutat pe Stadionul Orășenesc (Buftea), urmând ca apoi să își desfășoare meciurile de pe teren propriu pe Stadionul Municipal Buzău.

### Personal și statistici
Note:
- Datele statistice sunt bazate pe ceea indică forurile competente de conducere, LPF și UEFA.

| Echipă             | Ultima promovare | Clasament 2019-20 | Antrenor (numire)         | Căpitan            | Sezoane în Liga I |
| ------------------ | ---------------- | ----------------- | ------------------------- | ------------------ | ----------------- |
| CFR Cluj           | 2004             | 1                 | Edward Iordănescu (2020)  | Mário Camora       | 25                |
| CSU Craiova        | 2014             | 2                 | Marinos Ouzounidis (2021) | Nicușor Bancu      | 6                 |
| Astra Giurgiu      | 2009             | 3                 | Ionuț Badea (2021)        | Valerică Găman     | 17                |
| Botoșani           | 2013             | 4                 | Marius Croitoru (2019)    | Jonathan Rodríguez | 7                 |
| FCSB               | 1947             | 5                 | Anton Petrea (2020)       | Florin Tănase      | 72                |
| Gaz Metan          | 2016             | 6                 | Mihai Teja (2021)         | Răzvan Pleșca      | 14                |
| Viitorul Constanța | 2012             | 7                 | Cătălin Anghel (2021)     | Romario Benzar     | 8                 |
| Hermannstadt       | 2018             | 8                 | Eugen Beza (2021)         | Răzvan Dâlbea      | 2                 |
| Sepsi              | 2017             | 9                 | Leo Grozavu (2019)        | Bogdan Mitrea      | 3                 |
| Academica Clinceni | 2019             | 10                | Ilie Poenaru (2018)       | Răzvan Patriche    | 1                 |
| Voluntari          | 2015             | 11                | Liviu Ciobotariu (2021)   | Ionuț Balaur       | 5                 |
| Politehnica Iași   | 2014             | 12                | Nicolò Napoli (2021)      | Sorin Bușu         | 35                |
| Dinamo București   | 1948             | 13                | Dušan Uhrin, Jr. (2021)   | Deian Sorescu      | 71                |
| Chindia            | 2019             | 14                | Emil Săndoi (2020)        | Cornel Dinu        | 1                 |
| UTA Arad           | 2020             | 1 (Liga a II-a)   | László Balint (2019)      | Florin Iacob       | 38                |
| Argeș Pitești      | 2020             | 2 (Liga a II-a)   | Mihai Ianovschi (2020)    | Ionuț Șerban       | 44                |

Legendă culori
     CFR Cluj participat în faza grupelor UEFA Europa League 2020-2021, trecând și prin turul doi preliminar al Ligii Campionilor 2020-2021
     FCSB participat în al treilea tur preliminar al UEFA Europa League 2020-2021
     Universitatea Craiova a participat în primul tur preliminar al UEFA Europa League 2020-2021, iar FC Botoșani în al doilea tur
     Promovată din Liga a II-a 2019-2020

### Schimbări manageriale
| Club          | Antrenor                | Modalitatea de schimbare | Data plecării      | Poziția în clasament | Înlocuit cu             | Data numirii       |
| ------------- | ----------------------- | ------------------------ | ------------------ | -------------------- | ----------------------- | ------------------ |
| Poli Iași     | Mircea Rednic           | Sfârșitul contractului   | 7 August 2020      | Presezon             | Daniel Pancu            | 11 August 2020     |
| Viitorul      | Gheorghe Hagi           | Comun acord              | 7 August 2020      | Presezon             | Rubén de la Barrera     | 7 August 2020      |
| Dinamo        | Gheorghe Mulțescu       | Comun acord              | 26 August 2020     | 7                    | Cosmin Contra           | 26 August 2020     |
| Gaz Metan     | Dušan Uhrin, Jr.        | Demis                    | 24 septembrie 2020 | 6                    | Jorge Costa             | 30 septembrie 2020 |
| Astra Giurgiu | Bogdan Andone           | Demis                    | 30 septembrie 2020 | 16                   | Eugen Neagoe            | 11 noiembrie 2020  |
| Argeș         | Ionuț Badea             | Demis                    | 4 octombrie 2020   | 15                   | Ionuț Moșteanu          | 4 octombrie 2020   |
| Univ. Craiova | Cristiano Bergodi       | A demisionat             | 9 noiembrie 2020   | 2                    | Corneliu Papură         | 10 noiembrie 2020  |
| FC Argeș      | Ionuț Moșteanu          | Demis                    | 29 noiembrie 2020  | 15                   | Mihai Ianovschi         | 30 decembrie 2020  |
| CFR Cluj      | Dan Petrescu            | Demis                    | 30 noiembrie 2020  | 3                    | Edward Iordănescu       | 4 decembrie 2020   |
| FC Viitorul   | Rubén de la Barrera     | Comun acord              | 30 noiembrie 2020  | 7                    | Mircea Rednic           | 1 decembrie 2020   |
| FC Dinamo     | Cosmin Contra           | Comun acord              | 4 decembrie 2020   | 12                   | Ionel Gane              | 5 decembrie 2020   |
| FC Voluntari  | Mihai Teja              | Comun acord              | 23 decembrie 2020  | 13                   | Bogdan Andone           | 29 decembrie 2020  |
| Hermannstadt  | Rubén Albés             | Demis                    | 15 ianuarie 2021   | 14                   | Liviu Ciobotariu        | 15 ianuarie 2021   |
| Poli Iași     | Daniel Pancu            | Comun acord              | 28 ianuarie 2021   | 16                   | Andrei Cristea          | 31 ianuarie 2021   |
| Univ. Craiova | Corneliu Papură         | Comun acord              | 30 ianuarie 2021   | 3                    | Marinos Ouzounidis      | 7 februarie 2021   |
| Gaz Metan     | Jorge Costa             | Comun acord              | 1 februarie 2021   | 10                   | Mihai Teja              | 1 februarie 2021   |
| Poli Iași     | Andrei Cristea          | Comun acord              | 8 martie 2021      | 16                   | Marian Rada (interimar) | 8 martie 2021      |
| Poli Iași     | Marian Rada (interimar) | Comun acord              | 12 martie 2021     | 16                   | Nicolò Napoli           | 12 martie 2021     |
| FC Dinamo     | Ionel Gane              | A demisionat             | 15 martie 2021     | 14                   | Gheorghe Mulțescu       | 16 martie 2021     |
| Hermannstadt  | Liviu Ciubotariu        | Comun acord              | 21 martie 2021     | 15                   | Eugen Beza              | 23 martie 2021     |
| FC Viitorul   | Mircea Rednic           | Demis                    | 8 aprilie 2021     | 11                   | Cătălin Anghel          | 11 aprilie 2021    |
| FC Dinamo     | Gheorghe Mulțescu       | A demisionat             | 13 aprilie 2021    | 14                   | Dušan Uhrin, Jr.        | 13 aprilie 2021    |
| Voluntari     | Bogdan Andone           | Demis                    | 7 mai 2021         | 14                   | Liviu Ciobotariu        | 7 mai 2021         |
| Astra Giurgiu | Eugen Neagoe            | Demis                    | 8 mai 2021         | 13                   | Ionuț Badea             | 8 mai 2021         |

## Sezonul regular
În sezonul regular, cele 16 echipe s-au întâlnit de două ori, într-un total de 30 de meciuri pe echipă; partea de sus, primele șase, au avansat în play-off și, partea de jos, restul de 10, au intrat în play-out.

### Meciurile sezonului regular
| Oaspeți ► Gazde ▼                          | ACA | DIN | IASI | ARG | VOL | VIIT | AST | OSK | UCV | FCSB | UTA | GAZ | BOTO | CHI | HER | CFR |
| ------------------------------------------ | --- | --- | ---- | --- | --- | ---- | --- | --- | --- | ---- | --- | --- | ---- | --- | --- | --- |
| Academica Clinceni                         | —   | 1–1 | 2–1  | 1–0 | 0–1 | 1–0  | 1–1 | 2–0 | 0–0 | 0–2  | 0–3 | 2–0 | 2–1  | 0–0 | 0–0 | 1–2 |
| Dinamo București                           | 1–3 | —   | 4–1  | 1–2 | 3–0 | 0–5  | 1–1 | 0–0 | 0–1 | 0–1  | 0–1 | 2–1 | 1–1  | 0–1 | 1–1 | 0–2 |
| Politehnica Iași                           | 0–0 | 1–0 | —    | 1–1 | 0–2 | 0–3  | 2–3 | 1–4 | 0–3 | 5–2  | 1–2 | 1–4 | 0–1  | 1–0 | 1–0 | 0–2 |
| Argeș Pitești                              | 1–1 | 0–1 | 2–1  | —   | 2–1 | 1–0  | 1–0 | 1–1 | 1–2 | 0–0  | 1–1 | 1–1 | 2–3  | 3–1 | 2–2 | 0–2 |
| Voluntari                                  | 3–3 | 1–1 | 4–0  | 0–1 | —   | 0–2  | 1–3 | 1–2 | 1–1 | 2–1  | 0–1 | 2–1 | 1–1  | 0–2 | 1–0 | 0–1 |
| Viitorul Constanța                         | 1–1 | 2–1 | 1–2  | 2–2 | 0–1 | —    | 4–1 | 3–3 | 1–4 | 2–2  | 1–1 | 0–2 | 1–2  | 0–0 | 2–1 | 1–1 |
| Astra Giurgiu                              | 0–2 | 2–0 | 4–0  | 0–2 | 2–3 | 1–1  | —   | 2–2 | 1–1 | 0–3  | 0–0 | 3–0 | 1–1  | 0–0 | 2–1 | 0–2 |
| Sepsi                                      | 0–0 | 2–0 | 3–3  | 1–0 | 2–2 | 1–1  | 4–1 | —   | 0–1 | 1–1  | 3–0 | 1–1 | 2–2  | 0–1 | 1–1 | 0–1 |
| CSU Craiova                                | 0–1 | 1–0 | 1–0  | 1–1 | 2–1 | 1–1  | 2–0 | 0–0 | —   | 0–2  | 2–0 | 3–1 | 1–0  | 0–1 | 1–0 | 0–0 |
| FCSB                                       | 0–1 | 3–2 | 3–1  | 3–0 | 2–1 | 3–0  | 3–0 | 1–1 | 0–0 | —    | 3–0 | 1–0 | 4–1  | 1–0 | 5–0 | 3–0 |
| UTA Arad                                   | 0–0 | 0–1 | 2–3  | 1–2 | 0–0 | 0–0  | 0–6 | 2–0 | 1–2 | 0–1  | —   | 1–3 | 0–0  | 1–0 | 1–1 | 0–1 |
| Gaz Metan                                  | 1–1 | 1–3 | 2–1  | 2–0 | 2–0 | 1–0  | 0–0 | 0–3 | 0–2 | 2–3  | 1–2 | —   | 1–2  | 1–0 | 1–1 | 0–1 |
| Botoșani                                   | 0–0 | 4–0 | 4–0  | 0–1 | 1–1 | 1–0  | 1–1 | 1–2 | 0–0 | 0–2  | 2–3 | 2–1 | —    | 0–2 | 1–0 | 2–1 |
| Chindia                                    | 2–1 | 1–0 | 1–1  | 2–2 | 1–0 | 1–1  | 0–1 | 1–2 | 1–0 | 0–2  | 1–1 | 1–0 | 2–3  | —   | 1–3 | 0–1 |
| Hermannstadt                               | 2–2 | 0–2 | 0–1  | 4–1 | 3–2 | 0–0  | 0–1 | 1–2 | 0–1 | 1–0  | 1–1 | 1–1 | 2–1  | 1–1 | —   | 1–3 |
| CFR Cluj                                   | 3–1 | 1–0 | 4–0  | 5–0 | 0–0 | 2–1  | 1–1 | 0–0 | 0–0 | 2–0  | 0–1 | 1–2 | 2–1  | 0–0 | 1–0 | —   |
| Câștigă gazdele; Remiză; Câștigă oaspeții. |     |     |      |     |     |      |     |     |     |      |     |     |      |     |     |     |

1. ↑  În minutul 54, în timp ce mingea intra în poarta celor de la Viitorul pentru a se face 2-1 pentru Poli Iași, nocturna stadionului Emil Alexandrescu a căzut, drept urmare arbitrul a pus capăt meciului, iar Viitorul a câștigat meciul la masa verde (3-0).[52]

### Clasamentul sezonului regular
| Loc | Echipă             | Pct. | MJ | V  | E  | Î  | GM | GP | DG  | Calificare             |
| --- | ------------------ | ---- | -- | -- | -- | -- | -- | -- | --- | ---------------------- |
| 1.  | FCSB               | 65   | 30 | 20 | 5  | 5  | 57 | 22 | +35 | Calificare în Play-off |
| 2.  | CFR Cluj           | 64   | 30 | 19 | 7  | 4  | 42 | 15 | +27 | Calificare în Play-off |
| 3.  | CSU Craiova        | 58   | 30 | 16 | 10 | 4  | 33 | 14 | +19 | Calificare în Play-off |
| 4.  | Sepsi              | 45   | 30 | 10 | 15 | 5  | 43 | 31 | +12 | Calificare în Play-off |
| 5.  | Academica Clinceni | 44   | 30 | 10 | 14 | 6  | 30 | 26 | +4  | Calificare în Play-off |
| 6.  | Botoșani           | 42   | 30 | 11 | 9  | 10 | 39 | 36 | +3  | Calificare în Play-off |
| 7.  | Argeș Pitești      | 40   | 30 | 10 | 10 | 10 | 33 | 41 | −8  | Calificare în Play-out |
| 8.  | Chindia            | 39   | 30 | 10 | 9  | 11 | 24 | 26 | −2  | Calificare în Play-out |
| 9.  | Astra Giurgiu      | 38   | 30 | 9  | 11 | 10 | 38 | 39 | −1  | Calificare în Play-out |
| 10. | UTA Arad           | 37   | 30 | 9  | 10 | 11 | 26 | 36 | −10 | Calificare în Play-out |
| 11. | Gaz Metan          | 33   | 30 | 9  | 6  | 15 | 33 | 41 | −8  | Calificare în Play-out |
| 12. | Voluntari          | 32   | 30 | 8  | 8  | 14 | 32 | 40 | −8  | Calificare în Play-out |
| 13. | Viitorul Constanța | 31   | 30 | 6  | 13 | 11 | 36 | 37 | −1  | Calificare în Play-out |
| 14. | Dinamo București   | 27   | 30 | 7  | 6  | 17 | 26 | 41 | −15 | Calificare în Play-out |
| 15. | Hermannstadt       | 26   | 30 | 5  | 11 | 14 | 28 | 40 | −12 | Calificare în Play-out |
| 16. | Politehnica Iași   | 25   | 30 | 7  | 4  | 19 | 29 | 64 | −35 | Calificare în Play-out |

### Pozițiile pe etapă
| Etapă/ Echipă         | 1    | 2  | 3  | 4  | 5  | 6  | 7  | 8  | 9  | 10 | 11 | 12 | 13 | 14 | 15 | 16 | 17 | 18 | 19 | 20 | 21 | 22 | 23 | 24 | 25 | 26 | 27 | 28 | 29 | 30 |   |
| --------------------- | ---- | -- | -- | -- | -- | -- | -- | -- | -- | -- | -- | -- | -- | -- | -- | -- | -- | -- | -- | -- | -- | -- | -- | -- | -- | -- | -- | -- | -- | -- | - |
| Etapă/ Echipă         | FCSB | 1  | 1  | 5  | 3  | 3  | 2  | 2  | 2  | 2  | 1  | 1  | 1  | 2  | 1  | 1  | 1  | 1  | 1  | 1  | 1  | 1  | 1  | 1  | 1  | 1  | 1  | 1  | 1  | 1  | 1 |
| CFR Cluj              | 3    | 4  | 4  | 2  | 2  | 3  | 3  | 3  | 3  | 3  | 3  | 3  | 3  | 3  | 3  | 2  | 2  | 2  | 2  | 2  | 2  | 2  | 2  | 2  | 2  | 2  | 2  | 2  | 2  | 2  |   |
| Universitatea Craiova | 6    | 3  | 1  | 1  | 1  | 1  | 1  | 1  | 1  | 2  | 2  | 2  | 1  | 2  | 2  | 3  | 3  | 3  | 3  | 3  | 3  | 3  | 3  | 3  | 3  | 3  | 3  | 3  | 3  | 3  |   |
| Sepsi OSK             | 15   | 13 | 13 | 13 | 11 | 6  | 4  | 4  | 4  | 4  | 4  | 4  | 4  | 4  | 4  | 4  | 4  | 4  | 4  | 4  | 4  | 4  | 4  | 4  | 4  | 4  | 4  | 4  | 4  | 4  |   |
| Academica Clinceni    | 12   | 11 | 10 | 12 | 8  | 10 | 13 | 8  | 7  | 5  | 5  | 5  | 5  | 5  | 5  | 5  | 5  | 6  | 5  | 5  | 6  | 6  | 6  | 6  | 6  | 6  | 6  | 6  | 6  | 5  |   |
| FC Botoșani           | 2    | 2  | 2  | 4  | 5  | 8  | 10 | 5  | 8  | 11 | 11 | 11 | 10 | 8  | 8  | 10 | 8  | 7  | 7  | 7  | 5  | 5  | 5  | 5  | 5  | 5  | 5  | 5  | 5  | 6  |   |
| FC Argeș              | 11   | 15 | 14 | 15 | 15 | 15 | 15 | 15 | 14 | 14 | 15 | 16 | 16 | 16 | 16 | 16 | 15 | 12 | 12 | 12 | 13 | 12 | 10 | 7  | 9  | 8  | 7  | 7  | 9  | 7  |   |
| Chindia Târgoviște    | 14   | 7  | 7  | 10 | 13 | 9  | 5  | 7  | 9  | 8  | 8  | 8  | 8  | 7  | 7  | 7  | 6  | 5  | 6  | 6  | 7  | 7  | 7  | 9  | 8  | 7  | 8  | 8  | 7  | 8  |   |
| Astra Giurgiu         | 16   | 16 | 15 | 16 | 16 | 16 | 16 | 16 | 16 | 16 | 16 | 15 | 14 | 13 | 10 | 12 | 12 | 13 | 13 | 13 | 12 | 13 | 13 | 10 | 10 | 10 | 9  | 9  | 8  | 9  |   |
| UTA Arad              | 9    | 10 | 8  | 11 | 10 | 12 | 11 | 6  | 5  | 7  | 6  | 7  | 7  | 9  | 9  | 11 | 9  | 10 | 9  | 11 | 8  | 9  | 8  | 8  | 7  | 9  | 10 | 10 | 10 | 10 |   |
| Gaz Metan Mediaș      | 13   | 6  | 6  | 6  | 9  | 11 | 12 | 13 | 10 | 9  | 9  | 10 | 12 | 14 | 12 | 9  | 10 | 8  | 10 | 10 | 11 | 8  | 9  | 11 | 12 | 12 | 13 | 13 | 13 | 11 |   |
| FC Voluntari          | 4    | 5  | 3  | 5  | 7  | 4  | 7  | 10 | 11 | 10 | 10 | 9  | 11 | 11 | 13 | 13 | 14 | 15 | 15 | 14 | 15 | 14 | 15 | 15 | 14 | 14 | 12 | 12 | 12 | 12 |   |
| FC Viitorul           | 10   | 14 | 16 | 14 | 14 | 13 | 8  | 9  | 6  | 6  | 7  | 6  | 6  | 6  | 6  | 6  | 7  | 9  | 8  | 8  | 9  | 10 | 12 | 13 | 11 | 11 | 11 | 11 | 11 | 13 |   |
| Dinamo București      | 7    | 12 | 12 | 9  | 12 | 14 | 14 | 14 | 15 | 15 | 14 | 12 | 9  | 10 | 11 | 8  | 11 | 11 | 11 | 9  | 10 | 11 | 11 | 12 | 13 | 13 | 14 | 14 | 14 | 14 |   |
| FC Hermannstadt       | 8    | 9  | 11 | 8  | 6  | 5  | 6  | 11 | 12 | 12 | 12 | 13 | 13 | 12 | 14 | 14 | 13 | 14 | 14 | 15 | 14 | 15 | 14 | 14 | 15 | 15 | 15 | 15 | 15 | 15 |   |
| FC Politehnica Iași   | 5    | 8  | 9  | 7  | 4  | 7  | 9  | 12 | 13 | 13 | 13 | 14 | 15 | 15 | 15 | 15 | 16 | 16 | 16 | 16 | 16 | 16 | 16 | 16 | 16 | 16 | 16 | 16 | 16 | 16 |   |

## Play-off
Primele șase echipe din sezonul regular s-au întâlnit de două ori (10 meciuri pe echipă) pentru locuri în Liga Campionilor 2021-2022 și UEFA Europa Conference League 2021-2022, precum și pentru a decide campioana ligii. Punctele realizate în sezonul regular s-au înjumătățit în faza play-off-ului.

### Echipele calificate
| Loc | Echipa             | Pct. |
| --- | ------------------ | ---- |
| 1   | FCSB               | 33*  |
| 2   | CFR Cluj           | 32   |
| 3   | CSU Craiova        | 29   |
| 4   | Sepsi              | 23*  |
| 5   | Academica Clinceni | 22   |
| 6   | Botoșani           | 21   |

Note
(*) - Au beneficiat de rotunjire prin adaos.

### Clasamentul play-off-ului
| Loc | Echipă             | Pct. | MJ | V | E | Î | GM | GP | DG  |  | CFR | FCS | UCV | OSK | ACA | BOT |
| --- | ------------------ | ---- | -- | - | - | - | -- | -- | --- |  | --- | --- | --- | --- | --- | --- |
| 1. | CFR Cluj (C)       | 54   | 10 | 7 | 1 | 2 | 15 | 5  | +10 |  | —   | 2–0 | 1–2 | 0–1 | 3–0 | 2–0 |
| 2. | FCSB               | 45   | 10 | 3 | 3 | 4 | 13 | 14 | −1  |  | 1–1 | —   | 0–1 | 1–2 | 2–2 | 2–1 |
| 3. | U Craiova          | 41   | 10 | 3 | 3 | 4 | 9  | 11 | −2  |  | 1–3 | 2–0 | —   | 0–0 | 0–0 | 2–3 |
| 4. | Sepsi (O)          | 40   | 10 | 5 | 2 | 3 | 11 | 8  | +3  |  | 0–1 | 2–2 | 2–0 | —   | 1–0 | 1–0 |
| 5. | Academica Clinceni | 33   | 10 | 3 | 2 | 5 | 10 | 15 | −5  |  | 0–1 | 0–2 | 1–0 | 2–1 | —   | 4–3 |
| 6. | Botoșani           | 31   | 10 | 3 | 1 | 6 | 13 | 18 | −5  |  | 0–1 | 1–3 | 1–1 | 2–1 | 2–1 | —   |
| Legendă: Locul 1: Liga Campionilor 2021-22 Turul I Locurile 2, 3: Europa Conference League 2021-22 Turul II Locul 4: Baraj pentru Europa Conference League |                    |      |    |   |   |   |    |    |     |  |     |     |     |     |     |     |

1. ↑  Universitatea Craiova s-a calificat în turul II preliminar al UEFA Europa Conference League 2021-2022 deoarece a câștigat Cupa României 2020-2021.

### Pozițiile pe etapă
| Etapă/ Echipă      | 1    | 2 | 3 | 4 | 5 | 6 | 7 | 8 | 9 | 10 |   |
| ------------------ | ---- | - | - | - | - | - | - | - | - | -- | - |
| Etapă/ Echipă      | FCSB | 1 | 1 | 1 | 2 | 2 | 2 | 2 | 2 | 2  | 2 |
| CFR Cluj           | 2    | 2 | 2 | 1 | 1 | 1 | 1 | 1 | 1 | 1  |   |
| Univ. Craiova      | 3    | 3 | 3 | 3 | 3 | 3 | 3 | 4 | 3 | 3  |   |
| Sepsi OSK          | 4    | 4 | 4 | 4 | 4 | 4 | 4 | 3 | 4 | 4  |   |
| FC Botoșani        | 6    | 5 | 5 | 5 | 5 | 5 | 5 | 5 | 6 | 6  |   |
| Academica Clinceni | 5    | 6 | 6 | 6 | 6 | 6 | 6 | 6 | 5 | 5  |   |

| Câștigătorii Ligii I, ediția 2020/2021 |
| -------------------------------------- |
| CFR Cluj Al șaptelea titlu             |

## Lider
- Notă: Această cronologie arată diferența de puncte dintre lider și locul 2 pe etape.

## Play-out
Restul de zece echipe din sezonul regular s-au întâlnit o singură dată (9 meciuri pe echipă) pentru evitarea de la retrogradare, dar și pentru barajul pentru UEFA Europa Conference League. Punctele realizate în sezonul regular s-au înjumătățit în faza play-out-ului.

### Echipele calificate
| Loc | Echipa             | Pct. |
| --- | ------------------ | ---- |
| 1   | Argeș Pitești      | 20   |
| 2   | Chindia            | 20*  |
| 3   | Astra Giurgiu      | 19   |
| 4   | UTA Arad           | 19*  |
| 5   | Gaz Metan          | 17*  |
| 6   | Voluntari          | 16   |
| 7   | Viitorul Constanța | 16*  |
| 8   | Dinamo București   | 14*  |
| 9   | Hermannstadt       | 13   |
| 10  | Politehnica Iași   | 13*  |

Note
(*) - Au beneficiat de rotunjire prin adaos.

### Clasamentul play-out-ului
| Loc | Echipă               | Pct. | MJ | V | E | Î | GM | GP | DG |  | CHI | UTA | GAZ | VII | ARG | DIN | VOL | HER | AST | IAS |
| --- | -------------------- | ---- | -- | - | - | - | -- | -- | -- |  | --- | --- | --- | --- | --- | --- | --- | --- | --- | --- |
| 1. | Chindia              | 36   | 9  | 4 | 4 | 1 | 7  | 3  | +4 |  |     |     | 1–1 | 0–2 |     |     |     | 2–0 | 0–0 | 2–0 |
| 2. | UTA Arad             | 32   | 9  | 4 | 1 | 4 | 7  | 9  | −2 |  | 0–1 |     | 1–0 | 1–0 |     |     |     | 0–1 |     | 1–2 |
| 3. | Gaz Metan            | 32   | 9  | 4 | 3 | 2 | 15 | 10 | +5 |  |     |     |     |     | 1–1 | 4–1 | 1–1 |     | 2–1 | 4–2 |
| 4. | Viitorul Constanța   | 32   | 9  | 5 | 1 | 3 | 9  | 4  | +5 |  |     |     | 1–0 |     | 1–0 | 1–2 |     |     | 1–0 |     |
| 5. | Argeș Pitești        | 31   | 9  | 3 | 2 | 4 | 10 | 7  | +3 |  | 0–1 | 4–1 |     |     |     | 1–2 | 3–0 |     |     | 0–0 |
| 6. | Dinamo București     | 31   | 9  | 5 | 2 | 2 | 11 | 8  | +3 |  | 0–0 | 0–1 |     |     |     |     | 2–0 | 2–0 |     |     |
| 7. | Voluntari (O)        | 28   | 9  | 3 | 3 | 3 | 6  | 7  | −1 |  | 0–0 | 0–0 |     | 1–0 |     |     |     | 0–1 |     |     |
| 8. | Hermannstadt (R)     | 26   | 9  | 4 | 1 | 4 | 6  | 9  | −3 |  |     |     | 1–2 | 0–0 | 1–0 |     |     |     | 1–3 |     |
| 9. | Astra Giurgiu (R)    | 24   | 9  | 1 | 2 | 6 | 6  | 12 | −6 |  |     | 1–2 |     |     | 0–1 | 0–0 | 0–3 |     |     | 1–2 |
| 10. | Politehnica Iași (R) | 20   | 9  | 2 | 1 | 6 | 7  | 15 | −8 |  |     |     |     | 0–3 |     | 1–2 | 0–1 | 0–1 |     |     |
| Legendă: Locurile 1, 4: Baraj pentru Europa Conference League Locurile 7, 8: Baraj de promovare/menținere în Liga I Locurile 9, 10: Retrogradare în Liga a II-a |                      |      |    |   |   |   |    |    |    |  |     |     |     |     |     |     |     |     |     |     |

1. 1 2 3  Deși formația UTA Arad a terminat pe locul 2, loc ce asigura prezența în barajul pentru Europa Conference League, ea nu a participat în cupele europene deoarece nu a primit licența. Cum și următoarea clasată, Gaz Metan Mediaș, nu a avut drept de joc, Viitorul Constanța a jucat în baraj.[53]
2. 1 2 3  Puncte în sezonul regular. UTA: 37 pct; GAZ: 33 pct; VII: 31 pct
3. 1 2  Argeș Pitești în față deoarece Dinamo București a beneficiat de rotunjirea prin adaos a punctelor.

### Pozițiile pe etapă
| Etapă/ Echipă      | 1        | 2  | 3  | 4  | 5  | 6  | 7  | 8  | 9  |   |
| ------------------ | -------- | -- | -- | -- | -- | -- | -- | -- | -- | - |
| Etapă/ Echipă      | FC Argeș | 3  | 4  | 3  | 2  | 2  | 2  | 2  | 2  | 5 |
| Chindia Târgoviște | 1        | 1  | 1  | 1  | 1  | 1  | 1  | 1  | 1  |   |
| Astra Giurgiu      | 4        | 3  | 5  | 5  | 5  | 6  | 7  | 8  | 9  |   |
| UTA Arad           | 2        | 2  | 2  | 3  | 4  | 3  | 4  | 3  | 2  |   |
| Gaz Metan Mediaș   | 5        | 7  | 6  | 4  | 3  | 4  | 3  | 6  | 4  |   |
| FC Voluntari       | 6        | 5  | 4  | 6  | 6  | 8  | 8  | 7  | 7  |   |
| Viitorul Constanța | 7        | 6  | 7  | 7  | 7  | 7  | 6  | 5  | 3  |   |
| Dinamo București   | 8        | 8  | 9  | 8  | 8  | 5  | 5  | 4  | 6  |   |
| FC Hermannstadt    | 10       | 10 | 8  | 9  | 9  | 9  | 10 | 9  | 8  |   |
| Poli Iași          | 9        | 9  | 10 | 10 | 10 | 10 | 9  | 10 | 10 |   |

## Barajul pentru UEFA Europa Conference League
Echipele clasate la finalul play-out-ului pe locurile 1 și 2 (respectiv locurile 7 și 8 în clasamentul general al Ligii I) au disputat un joc de baraj într-o singură manșă, pe terenul echipei mai bine clasate. Învingătoarea a disputat un joc de baraj într-o singură manșă cu echipa situată în clasamentul play-off-ului pe ultimul loc care a asigurat participarea în competițiile europene intercluburi în sezonul următor. Acest joc s-a desfășurat pe terenul echipei din play-off. Învingătoarea din acest ultim joc de baraj a participat în competiția europeană intercluburi, UEFA Europa Conference League 2021-2022.
|  | Semifinala         | Semifinala |                    |   | Finala | Finala |
|  |                    |            |                    |   |        |        |
|  |                    |            |                    |   |        |        |
|  |                    |            |                    |   |        |        |
|  | Chindia            | 2          |                    |   |        |        |
|  | Chindia            | 2          |                    |   |        |        |
|  | Viitorul Constanța | 3          |                    |   |        |        |
|  | Viitorul Constanța | 3          | Sepsi              | 1 |        |        |
|  |                    |            | Sepsi              | 1 |        |        |
|  |                    |            | Viitorul Constanța | 0 |        |        |
|  |                    |            | Viitorul Constanța | 0 |        |        |
|  |                    |            |                    |   |        |        |
|  |                    |            |                    |   |        |        |
|  |                    |            |                    |   |        |        |

Semifinala
| Chindia          | 2 – 3 | Viitorul Constanța                   |
| ---------------- | ----- | ------------------------------------ |
| Popa 6' Rață 64' |       | 38' Artean 49' Fernandes 86' Tsoumou |

Finala
| Sepsi        | 1 – 0 | Viitorul Constanța |
| ------------ | ----- | ------------------ |
| Aganović 42' |       |                    |

## Barajul de promovare/menținere în Liga I
Barajele pentru deciderea ultimelor două echipe din sezonul viitor de Liga I s-a disputat între ocupanta locului 7 din play-out-ul Ligii I și ocupanta locului 4 din play-off-ului Ligii a II-a, respectiv ocupanta locului 8 din play-out-ul Ligii I și ocupanta locului 3 din play-off-ului Ligii a II-a.
| Echipa 1         | Scor gen. | Echipa 2     | Tur   | Retur |
| ---------------- | --------- | ------------ | ----- | ----- |
| Dunărea Călărași | 1 – 6     | Voluntari    | 1 – 2 | 0 – 4 |
| Mioveni          | 2 – 1     | Hermannstadt | 0 – 0 | 2 – 1 |

### Tur
| Mioveni | 0 – 0 | Hermannstadt |
| ------- | ----- | ------------ |
|         |       |              |

| Dunărea Călărași            | 1 – 2 | Voluntari             |
| --------------------------- | ----- | --------------------- |
| Kanda 31' · López 59' 90+3' |       | 42' Betancor 73' Vlad |

### Retur
| Hermannstadt                               | 1 – 2 | Mioveni                  |
| ------------------------------------------ | ----- | ------------------------ |
| Dâlbea 2' 6' · Yazalde 21' · Cristiano 83' |       | 71' Massaro 90+3' Panait |

| Voluntari                                        | 4 – 0 | Dunărea Călărași |
| ------------------------------------------------ | ----- | ---------------- |
| Droppa 7' Betancor 18' Armas 79' Achim 86' (pen) |       | 45' 54' Sălceanu |

## Statistici

### Clasament total
Acesta este un clasament neoficial cu toate punctele adunate de fiecare echipă în acest sezon, sezon regular + play-off/play-out.
| Loc | Echipă             | Pct. | MJ | V  | E  | Î  | GM | GP | DG  | Unde a jucat |
| --- | ------------------ | ---- | -- | -- | -- | -- | -- | -- | --- | ------------ |
| 1.  | CFR Cluj           | 86   | 40 | 26 | 8  | 6  | 57 | 20 | +37 | Play-off     |
| 2.  | FCSB               | 77   | 40 | 23 | 8  | 9  | 70 | 36 | +34 | Play-off     |
| 3.  | CSU Craiova        | 70   | 40 | 19 | 13 | 8  | 42 | 25 | +17 | Play-off     |
| 4.  | Sepsi              | 62   | 40 | 15 | 17 | 8  | 54 | 39 | +15 | Play-off     |
| 5.  | Academica Clinceni | 55   | 40 | 13 | 16 | 11 | 40 | 41 | −1  | Play-off     |
| 6.  | Botoșani           | 52   | 40 | 14 | 10 | 16 | 52 | 54 | −2  | Play-off     |
| 7.  | Chindia            | 55   | 39 | 14 | 13 | 12 | 31 | 29 | +2  | Play-out     |
| 8.  | Argeș Pitești      | 51   | 39 | 13 | 12 | 14 | 43 | 48 | −5  | Play-out     |
| 9.  | UTA Arad           | 50   | 39 | 13 | 11 | 15 | 33 | 45 | −12 | Play-out     |
| 10. | Gaz Metan          | 48   | 39 | 13 | 9  | 17 | 48 | 51 | −3  | Play-out     |
| 11. | Viitorul Constanța | 47   | 39 | 11 | 14 | 14 | 45 | 41 | +4  | Play-out     |
| 12. | Voluntari          | 44   | 39 | 11 | 11 | 17 | 38 | 47 | −9  | Play-out     |
| 13. | Dinamo București   | 44   | 39 | 12 | 8  | 19 | 37 | 49 | −12 | Play-out     |
| 14. | Astra Giurgiu      | 43   | 39 | 10 | 13 | 16 | 44 | 51 | −7  | Play-out     |
| 15. | Hermannstadt       | 39   | 39 | 9  | 12 | 18 | 34 | 49 | −15 | Play-out     |
| 16. | Politehnica Iași   | 32   | 39 | 9  | 5  | 25 | 36 | 79 | −43 | Play-out     |

### Goluri marcate pe etapă
Aceste grafice arată numărul de goluri marcate în fiecare etapă.

#### În sezonul regular
8 meciuri pe etapă.
| 3 meciuri pe etapă. | 5 meciuri pe etapă. |

### Marcatori

#### Golgheteri
Actualizat la 27 mai 2021.
| Loc | Jucător            | Club          | Goluri |
| --- | ------------------ | ------------- | ------ |
| 1   | Florin Tănase      | FCSB          | 24     |
| 2   | Cephas Malele      | FC Argeș      | 18     |
| 3   | Dennis Man         | FCSB          | 14     |
| 3   | Hamidou Keyta      | Botoșani      | 14     |
| 5   | Ciprian Deac       | CFR Cluj      | 13     |
| 6   | Alexandru Cicâldău | Univ. Craiova | 11     |
| 7   | Kevin Luckassen    | Viitorul      | 9      |
| 7   | Andrei Ciobanu     | Viitorul      | 9      |
| 7   | Ronaldo Deaconu    | Gaz Metan     | 9      |
| 7   | Ricardo Valente    | Gaz Metan     | 9      |

#### Triple
| Jucător            | Club             | Împotriva | Rezultat | Data               |
| ------------------ | ---------------- | --------- | -------- | ------------------ |
| Dennis Man         | FCSB             | FC Argeș  | 3–0 (A)  | 20 septembrie 2020 |
| Andrei Cristea     | Politehnica Iași | FCSB      | 5–2 (A)  | 27 septembrie 2020 |
| Constantin Budescu | Astra Giurgiu    | UTA Arad  | 6–0 (D)  | 21 decembrie 2020  |

Note
(A) – Echipa gazdă
(D) – Echipa oaspete

### Pase de gol
Actualizat la 22 aprilie 2021.
| Loc | Jucător            | Club          | Pase |
| --- | ------------------ | ------------- | ---- |
| 1   | Olimpiu Moruțan    | FCSB          | 11   |
| 2   | Constantin Budescu | Astra Giurgiu | 8    |
| 3   | Deian Sorescu      | Dinamo        | 7    |
| 4   | Ciprian Deac       | CFR Cluj      | 5    |
| 4   | Ronaldo Deaconu    | Gaz Metan     | 5    |
| 6   | Dennis Man         | FCSB          | 4    |
| 6   | Pavol Šafranko     | Sepsi OSK     | 4    |
| 6   | Andrei Cristea     | Poli Iași     | 4    |
| 6   | Florin Tănase      | Poli Iași     | 4    |
| 6   | Ion Gheorghe       | Voluntari     | 4    |
| 6   | Ricardo Valente    | Gaz Metan     | 4    |

### Meciuri fără gol primit
Actualizat la 27 mai 2021.
| Loc | Jucător             | Club                  | Meciuri |
| --- | ------------------- | --------------------- | ------- |
| 1   | Mirko Pigliacelli   | Universitatea Craiova | 21      |
| 2   | Cristian Bălgrădean | CFR Cluj              | 18      |
| 3   | Andrei Vlad         | FCSB                  | 17      |
| 3   | Mihai Aioani        | Chindia Târgoviște    | 17      |
| 5   | Octavian Vâlceanu   | Academica Clinceni    | 14      |
| 6   | Victor Rîmniceanu   | Voluntari             | 12      |
| 6   | Florin Iacob        | UTA Arad              | 12      |
| 6   | Valentin Cojocaru   | Viitorul              | 12      |
| 8   | David Lazar         | Astra Giurgiu         | 11      |
| 8   | Roland Niczuly      | Sepsi OSK             | 11      |

### Disciplină

#### Jucător
- Cele mai multe cartonașe galbene: 13[55]
  -  Alin Șeroni (FC Botoșani)
- Cele mai multe cartonașe roșii: 2[55]
  - 6 jucători

## Legăturiexterne
- Site web oficial